# 台湾人日本兵

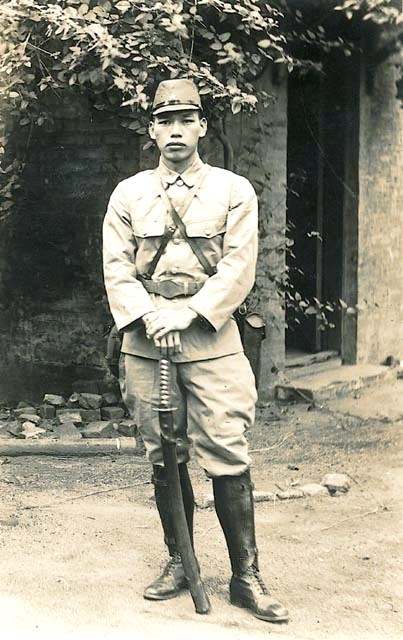
台湾人日本兵

台湾人日本兵（たいわんじんにほんへい）は日本が台湾を領有していた時代に、日本軍の軍務に服した台湾人。

## 概要
1944年4月以降に志願兵として軍務に従事した者は特に台湾特別志願兵とも称される。これとは別に台湾原住民等の志願者で構成された高砂義勇隊も存在し、同隊員の身分は軍属であり軍人ではなかった。高砂義勇隊は兵站や土木工事を本来の任務としたが戦闘にも投入され、南方のジャングルに慣れない日本軍にとって戦闘のみならず物資や傷病者の担送、現地自活、現地住民との接触でも大きな力となり、戦病死者の割合が正規軍よりも多かったといわれている。しかし各種の事情により、戦後の補償は十分に行われていない。詳しくは高砂義勇隊の項を参照。
太平洋戦争の激化により1944年9月には台湾人にも兵役義務が課せられた。日本の敗戦までに日本兵として軍務に従事した台湾人は8万人を越え、軍属として志願・徴用された者を含むと合計約21万人の台湾人が日本軍と共に戦った。その内3万名以上の台湾人が戦死または戦病死している。台湾から戦地に赴いた その約21万人中、約6千人が高砂族だった。
国民党は戦争が終わって台湾人元日本兵が復帰してくると、彼らを強制的に徴用した。国民党軍には海軍がなく、日本から接収した戦利艦を操縦する技術を持った兵士がほとんど居なかったため、復員してきた台湾兵を強制徴用した。国民党に駆り出された台湾兵は3万人と言われ、彼らは中国大陸に派遣されて共産軍と戦い、国民党が敗退して共産軍の捕虜となった。
その後、共産軍は国際法を無視して、捕虜になった台湾兵を朝鮮戦争に派遣して国連軍側と戦わせた。

## 残虐性
中国語を話すことのできる台湾人は通訳が任された。彼らはその権限から侵略先の中国人に対し金品を強請り、日本人兵からあくどさが言及されている。台湾人兵の残虐性は同じ植民地人である朝鮮人兵も記録があり、二級市民として下に見られていた彼らは残虐な行為によって自分の優秀さを見せつけたいと記録されている。特に捕虜、市民への暴力のB級戦犯となった日本兵の内10%が台湾人兵士であった。

## 経過

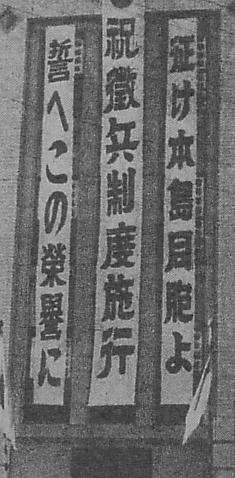
当時の徴兵スローガン

日本と中国の間に日中戦争が勃発した当初は、日本の外地であった朝鮮と台湾では徴兵制が施行されていなかったが、戦争の長期化により1938年2月に朝鮮人に対して陸軍特別志願兵令が施行され、朝鮮人も志願兵となることが可能になった（朝鮮人日本兵）。
台湾人に対する陸軍特別志願兵制度は1942年に実施されたが、1937年には台湾総督府が部隊内で雑役に従事する軍夫の募集を開始している。また中国戦線の拡大により翻訳の必要から多くの軍属が募集され福建語、広東語、北京語の通訳に当たった。戦時中は台湾の軍夫及び通訳の人数は軍事機密とされ、一般史料の中では明らかにされていない。
陸軍特別志願兵制度が施行されると多くの台湾人志願者が殺到し、1942年の第1回の応募には1,000名の定員に対し425,961名（当時の台湾青年の14%に相当）の志願者が応募し、第2回には同じく1,000名の定員に対し601,147名が応募している。海軍特別志願兵制度は1943年5月12日に発表され、朝鮮と同時に実施された。第1回は3,000名の訓練生定員に対し316,097人が応募している。その後徴兵制の施行に伴い海軍志願兵制度は1944年に、陸軍志願兵制度は1945年に廃止されたが、それまでに陸軍志願兵約5,500人，海軍志願兵約11,000人が日本軍に従軍している。 その後戦局の悪化により1944年9月から開始された徴兵制度は、1945年に全面実施となっている。
1990年に厚生省が発表した統計によれば、1937年から1945年までに台湾総督府が徴用した軍属は126,750名、1942年から1945年までに従軍した軍人は80,433名の合計207,183名が日本軍に従軍し、その内15%にあたる30,306名が戦死または戦病死している。3万人余りの台湾人戦死者のうち、26,000人は東京の靖国神社に合祀されている。また台湾の新竹県北埔郷にある済化宮には33,000人の台湾人日本兵（行方不明者を含む）を祀っている。この中には元中華民国総統李登輝（日本名：岩里政男）の兄・李登欽（日本名：岩里武則）も含まれている。李登輝自身も日本陸軍の少尉として従軍している。
台湾人日本兵としては李光輝（日本名：中村輝夫）が有名である。李は1943年に志願兵としてインドネシアのモロタイ島に派遣され、終戦を知らずにジャングルの中で31年間生活し、1974年12月になってようやく発見された（終戦時の階級は一等兵だった）。
李の発見をきっかけに給与が未払で補償がないことに関する世論の批判も起こり、1987年9月に議員立法で台湾人戦没者遺族等への補償が決定され、日本政府は1990年代に戦病死者及び重傷者を対象に一人200万円（台湾ドルで約43万ドル）の弔慰金を支払った。しかし日本人戦死者遺族が受給する軍人恩給とは大きな差があり、台湾ではこれに反発する声もある。死亡者や重傷者に弔慰金とよばれるお見舞い金があったのみで、給与は現在でも未払である（以下の柳本の文献参照）。また、当時強制的に軍事郵便貯金とされた給与も引き出せなかったが、これは120倍にして返却することが決まり1995年に支払いが開始され一部の元隊員は受け取った。しかし平均1000円ほどの残高を所持し、当時としては大金だったのに120倍で引き出しても12万円にしかならない。これに抗議して、1996年6月に、日本大使館に相当する台北の交流協会事務所を元隊員が襲撃する事件が起こった 。
2005年4月4日、台湾の台湾独立派の台湾団結連盟党首・蘇進強は、台湾人日本兵が合祀されている靖国神社を参拝し台湾内で論議をよんだ（台湾団結連盟靖国神社参拝事件参照）。
台湾では親日的傾向の強い独立派と、反独立派の政争が先鋭化しており、独立派の「参拝は台湾人の自由」との主張に対し、反独立派は「日本に媚を売っている」などと批判している。

## 統計

### 死亡統計
| 地域     | 分類 | 動員        | 復員        | 不明又 戦没 | 不明又 戦没率 |
| 朝鮮     | 全体 | 242,341人   | 220,159人   | 22,182人    | 9.2%          |
| 朝鮮     | 軍人 | 116,294人   | 110,116人   | 6,178人     | 5.3%          |
| 朝鮮     | 軍属 | 126,047人   | 110,043人   | 16,004人    | 12.7%         |
| 台湾     | 全体 | 207,183人   | 176,879人   | 30,304人    | 14.6%         |
| 台湾     | 軍人 | 80,433人    | 78,287人    | 2,146人     | 2.7%          |
| 台湾     | 軍属 | 126,750人   | 98,590人    | 28,160人    | 22.2%         |
| 日本本土 | 全体 | 7,814,000人 | 5,514,000人 | 2,300,000人 | 29.43%        |

### BC級戦犯
| 地域     | 有罪   | 死刑  |
| 朝鮮     | 129人  | 14人  |
| 台湾     | 173人  | 26人  |
| 日本本土 | 5369人 | 922人 |

### 特別志願情況
| 年度   | 志願者    | 入所者数 | 選抜率 | 志願倍率 |
| ------ | --------- | -------- | ------ | -------- |
| 1942年 | 425,961人 | 1,020人  | 0.2%   | 417.6倍  |

### 賠償金
| 対象         | 名目                 | 金額    | 給付者    |
| 戦没者遺族   | 特定弔慰金（一時金） | 200万円 | 遺族      |
| 重度戦傷病者 | 特定弔慰金（一時金） | 200万円 | 本人･遺族 |

## 戦争体験
日本人兵士と同じく台湾人の兵士も過酷な戦争体験をしている。
ニューギニア島で従軍したイリシガイはオーストラリア兵の死体を蕃刀で肉を削ぎ食した。この時人間の肉ではない動物の肉であると言い聞かせ顔を見ないように解体したと証言している。
ルデラン・ラマカウの証言「戦闘で死亡し倒れたオーストラリア兵めがけ日本兵が銃剣で肉を削り食べた。呆然とした私に日本兵はお前にはやらんと怒鳴った。首刈りは原住民で行われたが殺害した人間の肉を食べた話は聞いたことがない」
歴史学者の菊池一隆が取材した高砂義勇兵によると「日本人兵士は自決したが僕たち原住民はそんな事する必要がないだろうと自決しなかった」と答えている。日本人として従軍しても最後の時は本来の原住民に戻ったと菊池は本に書いている。